# Chapelle Saint-Jean d'Argenteuil
Pour les articles homonymes, voir Chapelle Saint-Jean.
La chapelle Saint-Jean est une ancienne chapelle catholique de style roman, désaffectée depuis le XVIe siècle, et située en France à Argenteuil dans le département du Val-d'Oise.

## Histoire
Le lieu est utilisé depuis le haut Moyen Âge, et des fouilles entreprises en 1942 ont mis au jour au sud du bâtiment trois rangées de sépultures maçonnées remontant au VIIIe  ou au  IXe siècle. L'édifice d'origine devait être situé dans l'enclos de l'abbaye bénédictine primitive. La présente chapelle fondée en 1003 lors de la reconstruction de l’abbaye Notre-Dame d'Argenteuil constitue l’un des plus anciens exemples de l'architecture romane en Île-de-France. Son rôle précis - qui n'est pas un baptistère - est encore inconnu, mais l'hypothèse d'une chapelle sépulcrale reste vraisemblable.
Au XVIe siècle, les moines la cèdent à un vigneron laïc qui l’utilise comme cellier. Elle échappe ainsi en 1790 à la vente comme bien national du reste de l’abbaye, et à la destruction. En 1859, elle sert de cellier à cuves au sieur Henri Boucher, demeurant rue des Rosiers, propriétaire de la cour qui enclôt l'édifice. Classée Monument historique par arrêté du 17 août 1945, des fouilles sont effectuées dans l'ancien cimetière en 1948. Elle est rachetée par la ville dans les années 1970 à l'occasion de la destruction d'un îlot insalubre d'anciens bâtiments, et restaurée à partir de 1984. Dans le cadre de l'opération de la remise en valeur des vestiges de l'abbaye Notre-Dame engagée en 2012, les abords de l'édifice ont été recomposés, ainsi que son accès extérieur qui menaçait ruine.

## Description

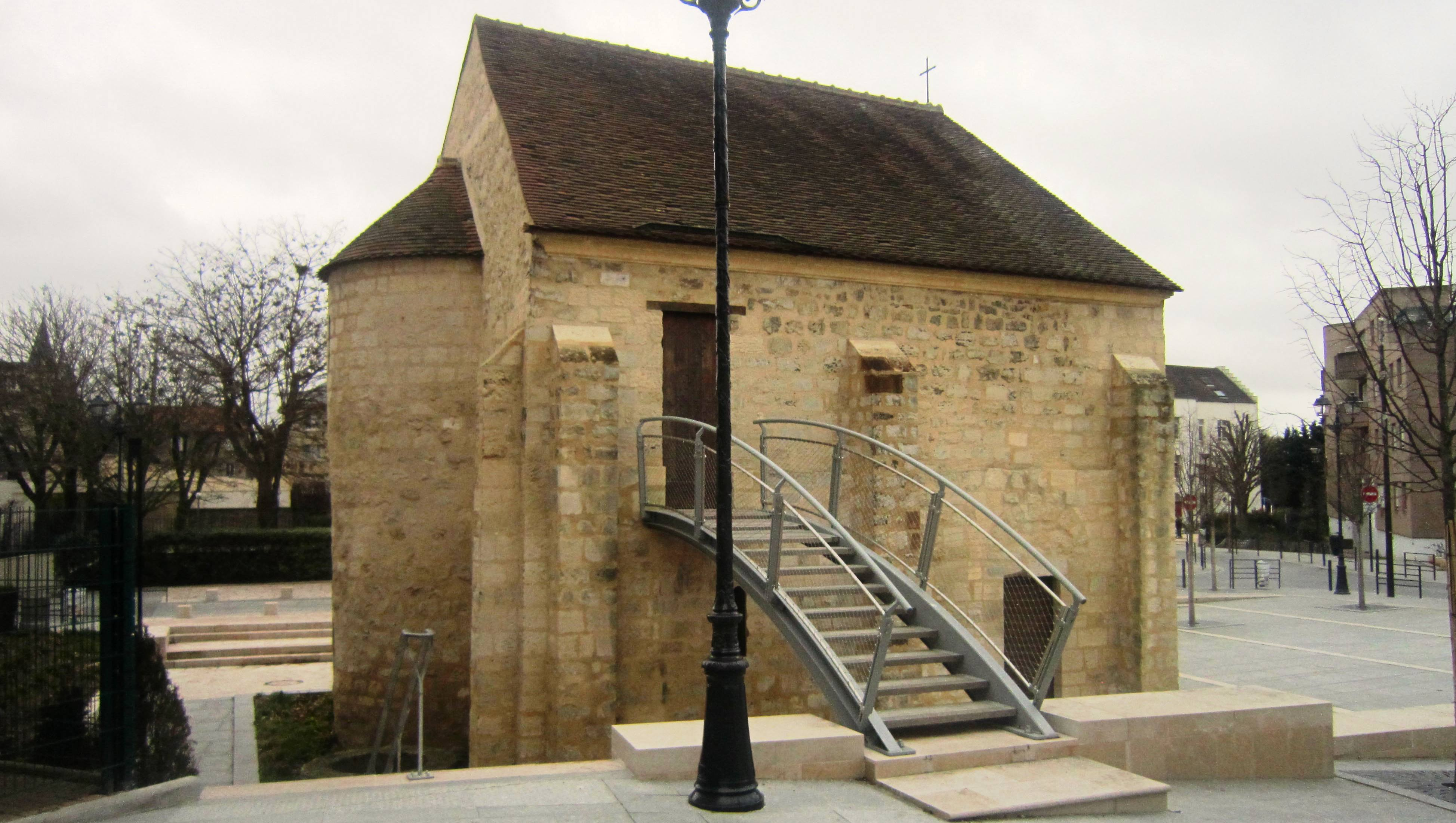
Elévation nord

Cette chapelle se trouve à l'angle de la rue Notre-Dame et de la rue du 8-Mai-1945. Orienté régulièrement, le bâtiment est de plan rectangulaire, et se divise en deux étages. La chapelle basse présente trois vaisseaux de deux travées chacun, soit six travées au total. Leurs voûtes d'arêtes sont séparées par des arcs-doubleaux en plein cintre à arêtes vives, qui retombent sur deux piliers cylindriques isolés au milieu de la salle, et sur des piliers carrés engagés au droit des murs latéraux. Tous les piliers sont munis de tailloirs profilés d'une tablette et d'un cavet peu profond entre deux faibles ressauts. Le pilier isolé du côté nord possède un chapiteau dorique ébauché, et est appareillé en tambour. En guise de chapiteau, le pilier isolé du côté sud accuse un deuxième tailloir, qui est de plan octogonal, et profilé d'une plate-bande et d'un chanfrein. Ce pilier est appareillé moins régulièrement. Les deux piliers sont munis de bases moulurées d'un tore, d'une large scotie et d'un grand tore. Ni les voûtes, ni les supports sont de facture romane, et le chapiteau dorique indique plutôt la période classique. Le vaisseau central se termine par une absidiole en cul-de-four, qui a été reconstituée lors de la restauration des années 1980. Le jour entre par de très petites fenêtres en plein cintre fortement évasées, à raison de deux à l'ouest, une au nord et au sud, et trois à l'est, dont une pour l'absidiole. L'on note que l'ébrasement ne concerne que les piédroits et l'archivolte. La fenêtre au chevet du vaisseau nord est aujourd'hui rectangulaire. À l'extérieur, plusieurs fenêtres présentent des linteaux monolithiques à claveaux simulés. La chapelle haute n'appelle que peu de remarques. Elle est accessible par un escalier extérieur côté nord, et munie d'un plafond de bois.

Intérieur de la chapelle
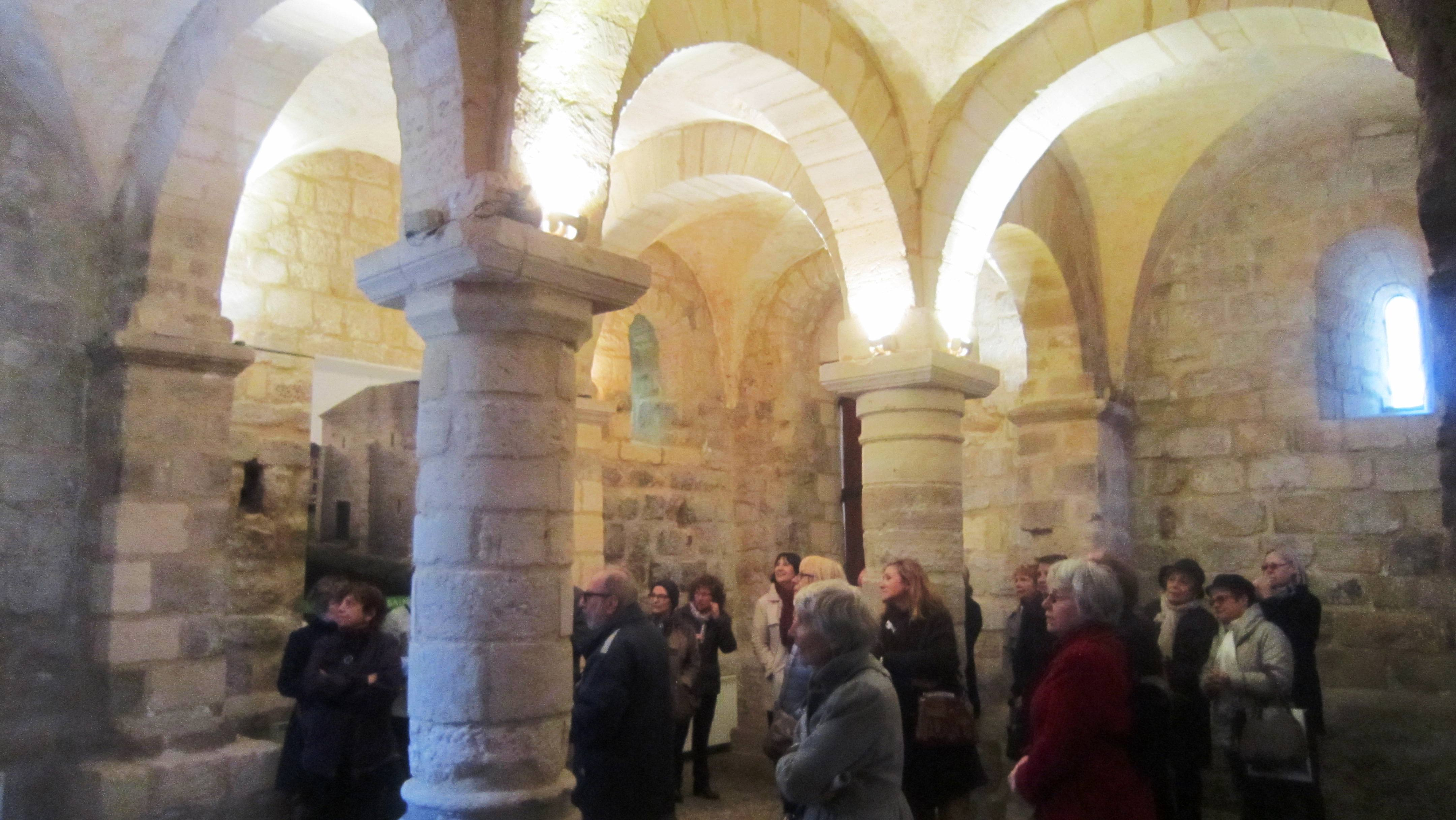
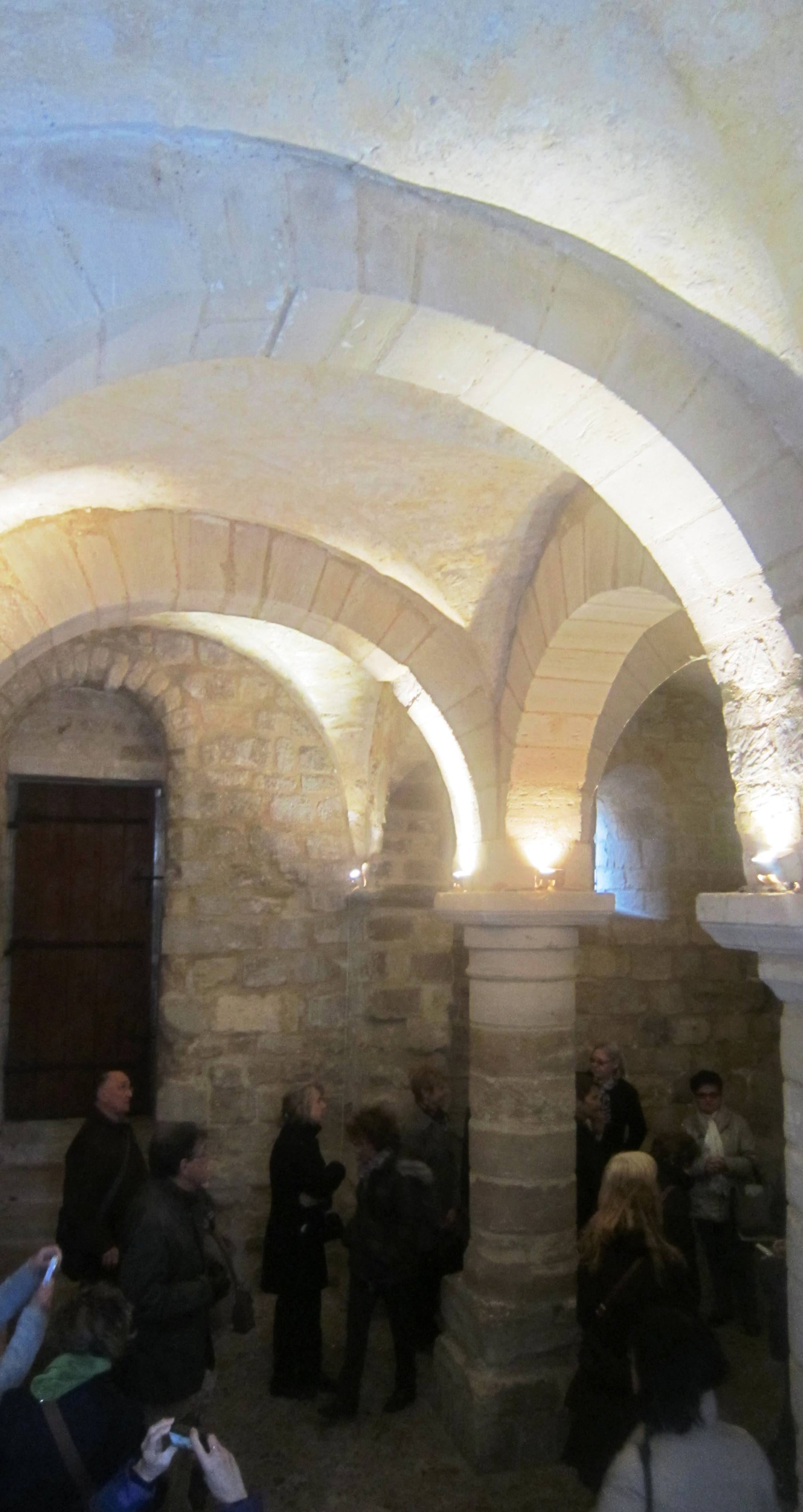
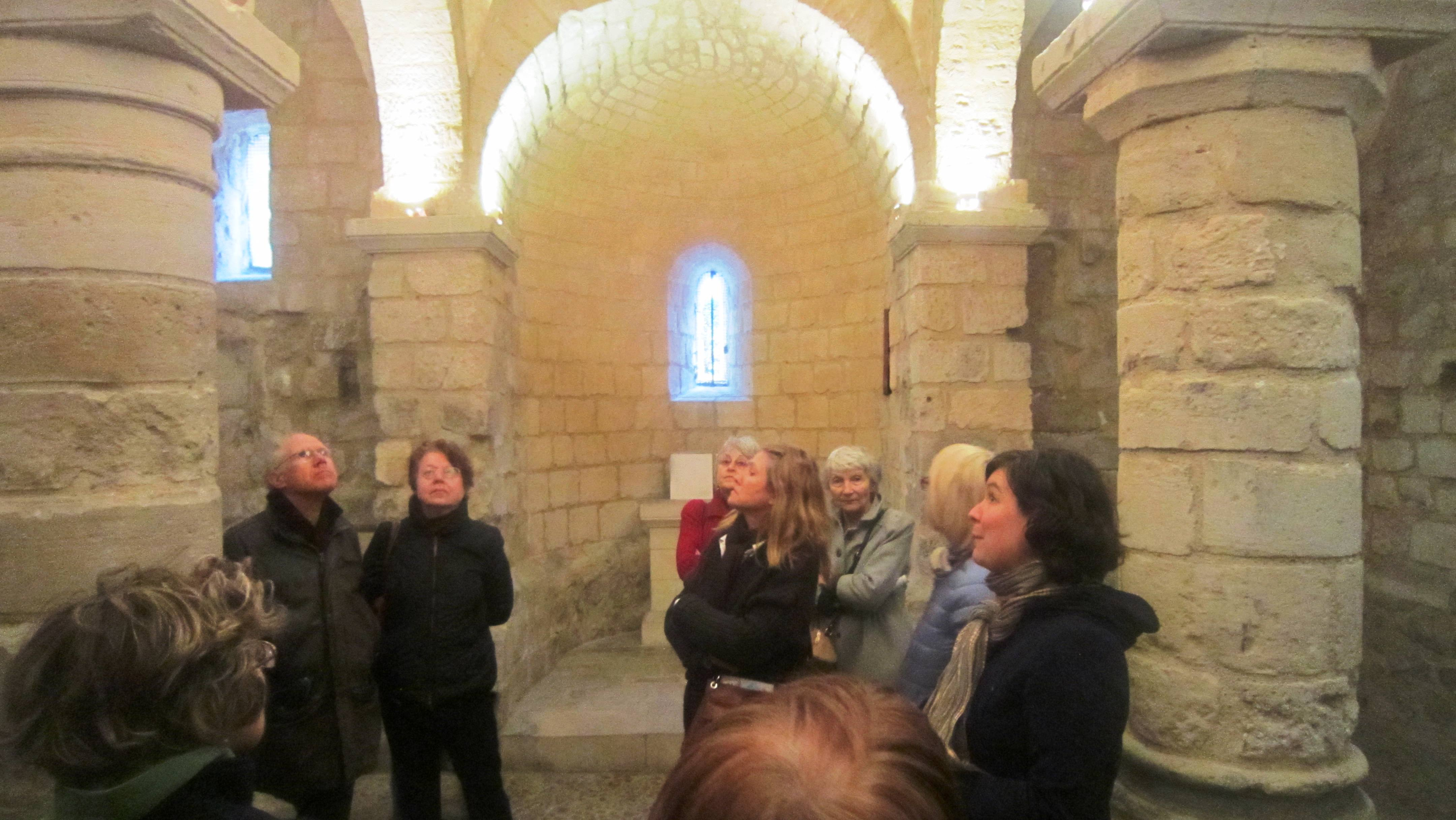

## Mobilier
Une plaque funéraire est dédiée à un diacre maître de chœur.

## Annexe